# Revolutionary But Gangsta
Revolutionary But Gangsta to drugi studyjny album grupy Dead Prez.

## Lista utworów
| #  | Tytuł                             | Długość | Wykonawca               |
| -- | --------------------------------- | ------- | ----------------------- |
| 1  | "Don't Forget Where U Came From"  | 1:14    | dead prez               |
| 2  | "Walk Like A Warrior"             | 3:32    | dead prez, Krayzie Bone |
| 3  | "I have a Dream, Too"             | 4:00    | dead prez               |
| 4  | "D.O.W.N"                         | 2:07    | dead prez               |
| 5  | "Hell Yeah (Pimp The System)"     | 4:12    | dead prez               |
| 6  | "W-4"                             | 4:04    | dead prez               |
| 7  | "Radio Freq"                      | 2:51    | dead prez               |
| 8  | "Fucked Up"                       | 2:43    | dead prez               |
| 9  | "50 In The Clip"                  | 2:42    | dead prez               |
| 10 | "Way Of Life"                     | 2:57    | dead prez               |
| 11 | "Don't Forget Where U Goin'"      | 2:09    | dead prez               |
| 12 | Hell Yeah (Pimp The System) [Rmx] | 4:20    | dead prez, Jay-Z        |
| 13 | "Cisza"                           |         |                         |
| 14 | "Cisza"                           |         |                         |
| 15 | "Cisza"                           |         |                         |
| 16 | "Cisza"                           |         |                         |
| 17 | "Cisza"                           |         |                         |
| 18 | "Cisza"                           |         |                         |
| 19 | "Cisza"                           |         |                         |
| 20 | "Twenty"                          | 2:22    | dead prez               |
| 21 | "Hell Yeah (Rock Version)"        | 5:05    | dead prez               |

## Single
- "Hell Yeah (Pimp The System)"